# Blues for the Red Sun
Blues for the Red Sun is het tweede album van de Amerikaanse stonerrock/metalband Kyuss, dat werd uitgegeven in september 1992.
Het album kreeg voornamelijk lovende kritieken, maar commercieel liep het slecht. Er werden 39.000 stuks van verkocht. Sindsdien is het uitgegroeid tot een zeer invloedrijk album in het stonerrockgenre.
Blues for the Red Sun was het laatste album van Kyuss met bassist Nick Oliveri, die werd opgevolgd door Scott Reeder kort na de opnames waren voltooid. Reeder had eerder gespeeld met The Obsessed. Oliveri is te zien in de muziekvideo Thong Song. Reeder is te zien in Green Machine, de tweede muziekvideo die werd uitgebracht van dit album.

## Touring, promotie, en de release
Ter ondersteuning van het album ging Kyuss op tournee met gevestigde bands als Faith No More, White Zombie en Danzig. In het begin van 1993 werd de band gekozen door Metallica voor een openingsact voor negen shows in Australië. Na hun eerste optreden als voorprogramma van Metallica mocht de band de andere acht shows slechts de helft van het PA-geluidssysteem gebruiken.
De muziekvideo's voor de liedjes "Green Machine" en "Thong Song" ontvangen matige rotatie op MTV's Headbangers Ball en op MuchMusic in Canada. Het album kreeg ook airplay op dergelijke album-georiënteerde radiostations. Het album werd uitgebracht door het onafhankelijke platenlabel Dali die later werd uit gekocht door Elektra Records. Er werden slechts 39,000 exemplaren verkocht.

## Muzikale stijl en invloed
Blues for the Red Sun bevat acid rock, grunge, psychedelische rock, space rock en doom metal. Het is vergeleken met acts als Black Sabbath, Hawkwind, Blue Cheer en Alice in Chains. Het album wordt beschouwd als een pionier van het stoner metal genre. Daniel Bukszpan, de auteur van De Encyclopedie van de Heavy Metal heeft geschreven dat het album "ontelbaar" veel bands heeft beïnvloed. Melissa Auf der Maur heeft gezegd dat zij heeft geprobeerd om Blues for the Red Sun voor haar single "Followed the Waves" te evenaren door leden van Kyuss mee te laten spelen in het liedje en het te produceren door Chris Goss die Blues for the Red Sun ook produceerde. Andere fans van het album zijn onder andere Dave Grohl en Metallica. Gitarist Josh Homme stemde zijn gitaren in C en sloot hem aan op basversterkers voor de Distortion op het album. Wah-wahpedalen werden ook gebruikt door Homme op Blues for the Red Sun. Wayne Robins van Newsday beschreef Homme's riffs als "post-Hendrix". Een aantal van de nummers op Blues voor de Red Sun hebben trage tempo's en groove beladen ritmes. "Green Machine" is voorzien van een basgitaarsolo en het album is voorzien van diverse instrumentale tracks. Een aantal nummers op het album met de zang van John Garcia hebben geen waarneembare teksten of zelfs zang.

## Ontvangst
Het album heeft over het algemeen positieve recensies ontvangen van zowel fans als critici. Steve Taylor acht het het beste album ooit door Kyuss gemaakt. Eduardo Rivadavia van Allmusic gaf het album vier en een half van de vijf sterren en noemde het album "een belangrijke mijlpaal in de zware muziek". In het bijzonder prees hij producer Chris Goss, die ook de zanger en gitarist van Masters of Reality was, voor zijn "unieke zware / lichte formule". Debaroh Frost van Entertainment Weekly gaf het album een B+ en de Italiaanse muziekschrijver Piero Scaruffi gaf het album een acht (uit tien). Spin rangschikte Blues for the Red Sun op 10 van hun lijst van de "10 Best Albums van 1992". In 2002 zette Spin het album op de 36e plaats op de lijst van de "40 Greatest Metal Albums of All Time".

## Tracklist
| Nr. | Titel                              | Tekst        | Muziek       | Duur |
| --- | ---------------------------------- | ------------ | ------------ | ---- |
| 1   | Thumb                              | Homme        | Homme, Bjork | 4:41 |
| 2   | Green Machine                      | Bjork        | Bjork        | 3:38 |
| 3   | Molten Universe                    | Garcia       | Homme        | 2:49 |
| 4   | 50 Million Year Trip (Downside Up) | Bjork        | Bjork        | 5:52 |
| 5   | Thong Song                         | Homme        | Homme        | 3:47 |
| 6   | Apothecaries' Weight               | Garcia       | Homme        | 5:21 |
| 7   | Caterpillar March                  |              | Bjork        | 1:56 |
| 8   | Freedom Run                        | Homme, Bjork | Homme        | 7:37 |
| 9   | 800                                | Garcia       | Homme        | 1:34 |
| 10  | Writhe                             | Homme        | Homme        | 3:42 |
| 11  | Capsized                           | Garcia       | Homme        | 0:55 |
| 12  | Allen's Wrench                     | Bjork        | Homme, Bjork | 2:44 |
| 13  | Mondo Generator                    | Oliveri      | Oliveri      | 6:15 |
| 14  | Yeah                               | Garcia       |              | 0:04 |

## Uitgebrachte singles
| Datum verschijnen | Titel         |
| ----------------- | ------------- |
| 1992              | Thong song    |
| 1993              | Green Machine |

## Uitvoerende musici
- John Garcia - zang
- Josh Homme - gitaar
- Nick Oliveri - basgitaar
- Brant Bjork - drum